# Izomeria konfiguracyjna
Izomeria konfiguracyjna – występowanie dwóch lub więcej cząsteczek o tej samej liczbie i rodzaju atomów, między którymi występują dokładnie te same wiązania chemiczne, różniących się natomiast układem atomów w przestrzeni. Do zmiany konfiguracji konieczne jest zerwanie przynajmniej jednego wiązania chemicznego.
Rozróżnia się następujące rodzaje izomerów konfiguracyjnych:
- izomeria geometryczna - wynika z faktu różnego układu atomów i podstawników przy wiązaniach wielokrotnych lub w układach cyklicznych.
- izomeria optyczna - ma miejsce gdy mogą istnieć dwie lub więcej form chiralnych (w uproszczeniu prawo- i lewoskrętnych) cząsteczek.